# Postura anormal
Postura anormal é uma flexão ou distensão involuntária dos braços e pernas, indicadora de lesões cerebrais graves. Ocorre quando um conjunto de músculos fica incapacitado, enquanto que o outro não, e um estímulo externo como a dor faz com que o conjunto de músculos funcional se contraia, podendo também ocorrer na ausência de estímulo.